# Альняшинское сельское поселение
Альняшинское се́льское поселе́ние — бывшее муниципальное образование в Чайковском муниципальном районе Пермского края Российской Федерации.
Административный центр — село Альняш.

## История
Статус и границы сельского поселения установлены Законом Пермской области от 9 декабря 2004 года № 1890-413 «Об утверждении границ и о наделении статусом муниципальных образований административной территории города Чайковского Пермского края»
Упразднено в 2018 году вместе с другими поселениями муниципального района путём их объединения в Чайковский городской округ.

## Население
| 2010  | 2012  | 2013  | 2014  | 2015  | 2016  | 2017  |
| ----- | ----- | ----- | ----- | ----- | ----- | ----- |
| 1333  | ↗1417 | ↘1401 | ↘1353 | ↘1325 | ↗1327 | ↘1304 |
| 2018  |       |       |       |       |       |       |
| ↘1300 |       |       |       |       |       |       |

## Состав сельского поселения
| № | Населённый пункт | Тип населённого пункта       | Население |
| - | ---------------- | ---------------------------- | --------- |
| 1 | Альняш           | село, административный центр | 805       |
| 2 | Бормист          | деревня                      | 119       |
| 3 | Кирилловка       | деревня                      | 138       |
| 4 | Романята         | деревня                      | 271       |